# Дидојски језик
Дидојски (цезки) језик један је од језика који припада групи сјевероисточних кавкаских језика, а који припада дидојској подгрупи језика. Унутар дидојске подјеле језика, дидојски језик припада групи дидојско-хинухских језика. Говори се у Дагестану и то од старне свега приближно 12.500 припадника Дидојаца, дуж десне обале ријеке Анди-Коису.
Дидојски језик нема књижевну традицију и слабо је заступљен у писменој форми. аварски и руски језик користе се као књижевни језици на локалитетима на којима се налазе припадници ове језичке популације. Ова два језика се чак користе и у школама. Међутим, били су покушаји да се развије стабилно писмо језика Дидојаца, у сврху записивања традиција овог народа. У ту сврху су се често употребљабале скрипте заснована на аварској ћирилици. Важност аварског језика је била обично већа међу мушкарцима него женама, а међу млађим људима постоји тенденција да се више говори руски језик. У школама аварски језик се учи у првих пет година, а затим се убацује руски који се проучава у наставку школовања.
Вокабулар дидојског језика показује присуство многих утицаја других језика. Осим аварског, ту су и арапски и руски језик, углавном путем позајмљених ријечи које су у употреби, као и у случају руског који чак има утицај у граматици и стилу. Постоје и позајмице из турског језика.
Прво истраживање дидосјке граматике је урадио грузијски линвиста ДАвит Имаишвили 1963. године.

## Дијалекти
Дидојски дијалекти се могу подијелити на следећи начин:
| Назив дијалекта | Дидојски назив |
| --------------- | -------------- |
| Асач            | Asaq           |
| Тсебари         | Ceboru         |
| Мокок           | Newo           |
| Кидеро          | Kidiro         |
| Шајтл           | Ešiƛʼ          |
| Шапих           | Šopix          |
| Сагада          | Soƛʼo          |

Хинухски и хваршански језик су се некад сматрали дијалектима овог језика, међутим данас се гледају као посебн језици у оквиру дисојске подгрупе сјевероисточнокаккаских језика.

## Правопис

### Консонати (сугласници)
На следећој табели ће бити приказани консонанти исписани на међународној фонетској абецеди (ИПА), као и латинична и ћирилична транскрипција.
|                      | Билабијални (двоуснени) | Зубни         | Латерални, Алвеоларни сугласник | Палатални сугласник | Веларни консонант | Увуларни консонант | Фарингеални консонант | Глотални консонант |
| -------------------- | ----------------------- | ------------- | ------------------------------- | ------------------- | ----------------- | ------------------ | --------------------- | ------------------ |
| Задњонепчани         | p b pʼ п б пӀ           | t d tʼ т д тӀ |                                 |                     | k g kʼ к г кӀ     | qʼ къ              |                       |                    |
| Афрактивни консонант |                         | c cʼ ц цӀ     | ƛ ƛʼ лӀ кь                      | č čʼ ч чӀ           |                   | q хъ               |                       |                    |
| Фрактивни консонант  |                         | s z с з       | ł лъ                            | š ž ш ж             |                   | x ɣ х гъ           | ħ ʕ хӀ гӀ             | h гь               |
| Назални              | m м                     | n н           |                                 |                     |                   |                    |                       |                    |
| Течни консонанти     |                         | r р           | l л                             |                     |                   |                    |                       |                    |
| Полувокали           | w в                     |               |                                 | y й                 |                   |                    |                       |                    |

### Вокали
|              | Предњи вокал | Централни вокал | Задњи вокал |
| ------------ | ------------ | --------------- | ----------- |
| Високи вокал | i и          |                 | u у         |
| Средњи вокал | e е/э        |                 | o о         |
| Ниски вокал  |              | () a (ā) а (а̄)  |             |

Остале чињенице:
- Једино дидосјки језик има дуги вокал (а̄).
- Свијетски вокал „е” се на ћириличком писму пише као „э”.
- Вокали ya, yo, yu на ћириличном писму се могу писати као я, ё, ю.
- Асакски дијалект, има проширени самогласнике који аутоматски су неутралисани са (а̄). Други дијалекти (нпр. Мокок) такође имају ниске предњи вокал ([ӕ]), који се обично транскрибирају као на латиничном, тако и на ћириличном писму, неки такође имају дугачак средњи заокружени самогласник ([о]), транскрибован као о.

## Морфологија

### Именице
Именице у дидојско језику су промјењива категорија у броју и падежу.

### Бројеви
Као и именице, бројеви могу бити у једниби у множини. Форма множине се добија тако што се додаје наставак (суфикс) „-bi”: besuro (риба) → besuro-bi (рибе). За остале ријечи суфикс за множину је „-za”.

#### Врсте и формирање бројева
|       | Апсолутивни                 | Посредни          |
| ----- | --------------------------- | ----------------- |
| 1     | sis                         | sida              |
| 2     | qʼˤano                      | qʼˤuna            |
| 3     | łˤono                       | łˤora             |
| 4     | uyno                        | uyra              |
| 5     | łeno                        | łera              |
| 6     | iłno                        | iłłira            |
| 7     | ʕoƛno                       | ʕoƛƛora           |
| 8     | biƛno                       | biƛƛira           |
| 9     | očʼčʼino                    | očʼčʼira          |
| 10    | ocʼcʼino                    | ocʼcʼira          |
| 11    | ocʼcʼino sis / siyocʼi      | ocʼcʼira sida     |
| 12    | ocʼcʼino qʼˤano / qʼˤayocʼi | ocʼcʼira qʼˤuna   |
| 13    | ocʼcʼino łˤono / łˤoyocʼi   | ocʼcʼira łˤora    |
| 14    | ocʼcʼino uyno / uwocʼi      | ocʼcʼira uyra     |
| 15    | ocʼcʼino łeno / łewocʼi     | ocʼcʼira łera     |
| 16    | ocʼcʼino iłno / iłocʼi      | ocʼcʼira iłłira   |
| 17    | ocʼcʼino ʕoƛno / ʕoƛocʼi    | ocʼcʼira ʕoƛƛora  |
| 18    | ocʼcʼino biƛno / biƛocʼi    | ocʼcʼira biƛƛira  |
| 19    | ocʼcʼino očʼčʼino / ečʼocʼi | ocʼcʼira očʼčʼira |
| 20    | quno                        | qura              |
| 100   | bišon                       | bišonra           |
| 1,000 | ʕazar                       | ʕazarra           |

Врсте бројева су:
- главни (један, два, три, ...)
- редни бројеви (први, други, трећи, ...)
- прилошки бројеви (једном,...)

### Падежи
Дидојски језик посједије 8 падежа, рапоређених на следећи начин (приказани са суфиксима за једнину и множину):
|              | једнина | множина  |
| ------------ | ------- | -------- |
| Апсолутив    | -∅      | -bi      |
| Ергатив      | -ā      | -z-ā     |
| Генитив1     | -(e)s   | -za-s    |
| Генитив2     | -(e)z   | -za-z    |
| Датив        | -(e)r   | -za-r    |
| Инструментал | -(e)d   | -za-d    |
| Екјутив1     | -ce     | -za-ce   |
| Екјутив2     | -qʼāy   | -za-qʼāy |

Од два генитивна, први се користи као атрибут апсолутивној главној именици, а друга на косу. То значи да се Генитиве 1 користи за фразе попут žekʼu-s is (човјеков бик), а генитив 2 се користи за žekʼu-z is-er (за човјековог бика).
Екјутив 1 се користи за упоређивање, као што је besuro-ce (као риба) и може се приписати другим случајевима.
Рајабов сугерише да постоје још 3 синтаксичка падежа, и то: посесивни 1 (-łay), посесивни 2 (-xu) и абесивни (-tay). Међутим, њихов статус је дискутабилан, јер изгледа да показују и феминистичке и деривативне тенденције.

### Замјенице

#### Личне замјенице
Личне заменице постоје само за прву и другу особу, док се за трећу особу користе се наставци že за једнину и žedi за множину. Како појединачни лични заменици имају исту форму у апсолутивном и ергативном облику, реченица попут Di mi okʼsi је двосмислена, јер то може обоје значити "ударио сам те" и "Ударио си ме" због прилично слободног реда речи. Међутим, тај проблем се рјешава убацивањем генивива 1 у неке од облика ријечи (у једнини и множини). Примјер неких ријечи се налазе у табели испод.
|                       |                       | врста I      | врста II-IV |
| --------------------- | --------------------- | ------------ | ----------- |
| прво лице(једнина)    | апсолутив и ергатив   | di           |             |
| прво лице(једнина)    | облигатив             | dā-          |             |
| прво лице(једнина)    | генитив 1             | dey          |             |
| друго лице (једнина)  | апсолутив и ергатив   | mi           |             |
| друго лице (једнина)  | посредни              | debe-1 dow-2 |             |
| друго лице (једнина)  | генитив 1             | debi         |             |
| прво лице (множина)   | апсолутни             | eli          | ela         |
| посредни              | elu-                  | ela-         |             |
| специјални генитив 13 | eli                   |              |             |
| специјални генитив 23 | eliz                  |              |             |
| друго лице (множина)  | апсолутни             | meži         | meža        |
| друго лице (множина)  | посредни              | mežu-        | meža-       |
| друго лице (множина)  | специјални генитив 13 | meži         |             |
| друго лице (множина)  | специјални генитив 23 | mežiz        |             |

#### Демонстративне (показне) замјенице
За показне замјенице у дидојском језику се додају на одговарајућу именицу, на коју се додају одговарајући настваци (суфикси)- проксимактивни (ово - ови) и растојни (оно - они).
|               |           | Једнина | Једнина     | Множина | Множина     |
|               |           | Врста I | Врста II-IV | Врста I | Врста II-IV |
| ------------- | --------- | ------- | ----------- | ------- | ----------- |
| Проксимативни | Апсолутни | -da     | -du         | -ziri   |             |
| Проксимативни | Посредни  | -si     | -ła-, -ł1   | -zi     | -za         |
| Растојни      | Апсолутни | že      | žedi        |         |             |
| Растојни      | Посредни  | nesi    | neło, neł1  | žedu    | žeda        |

#### Упитне замјенице
Када су у питању упитне замјенице, разликују се оне које се односе на људе (ко?) и остале ријечи (шта?).
|             | Људски облик | Остали |
| ----------- | ------------ | ------ |
| Апсолутивни | šebi         |        |
| Посредни    | łā           | łina   |
| Ергатив     | łu           | łinā   |